# Kopalnia Węgla Kamiennego Halemba

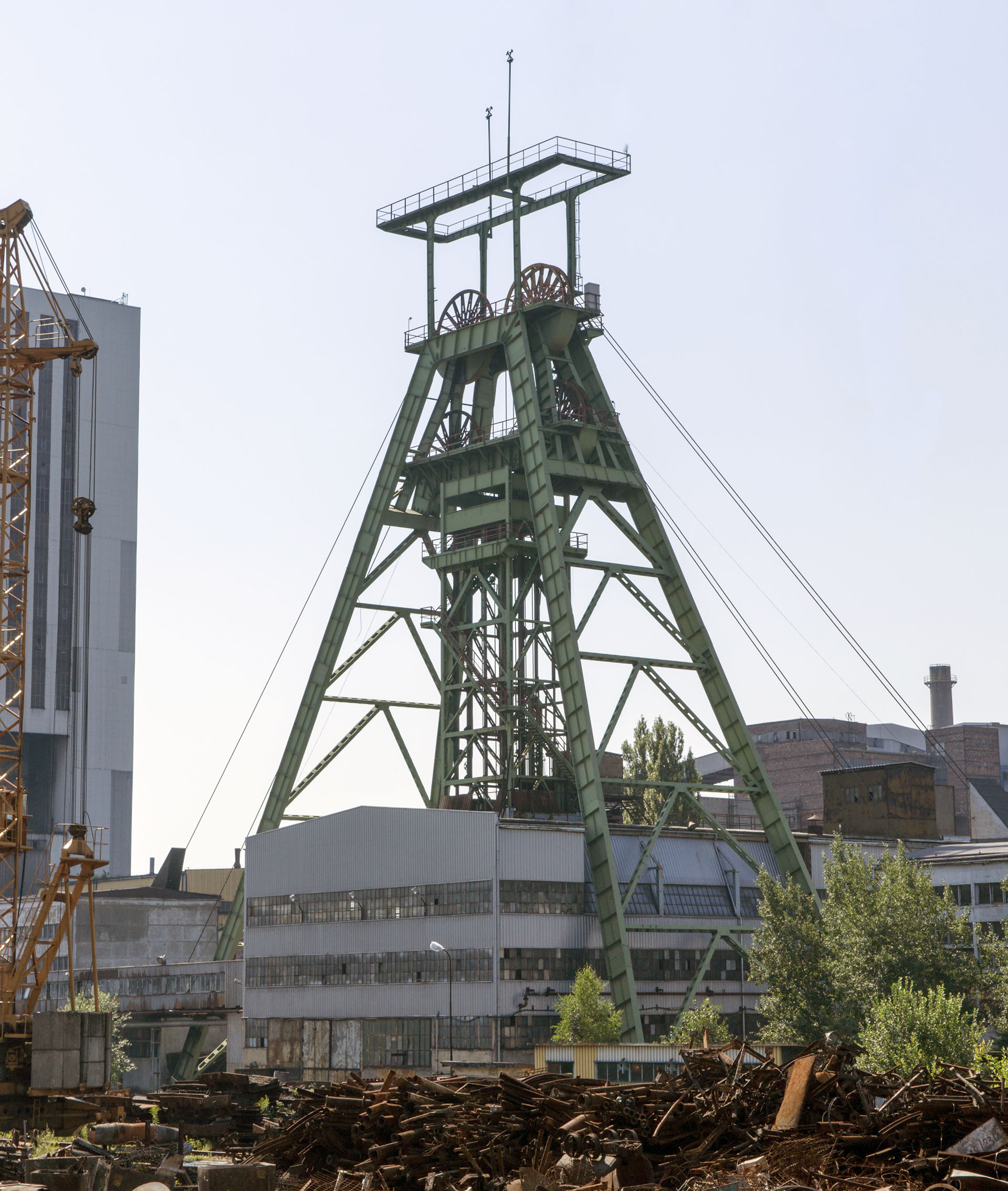
Wieża wyciągowa szybu Grunwald II, fot. 2013 r.

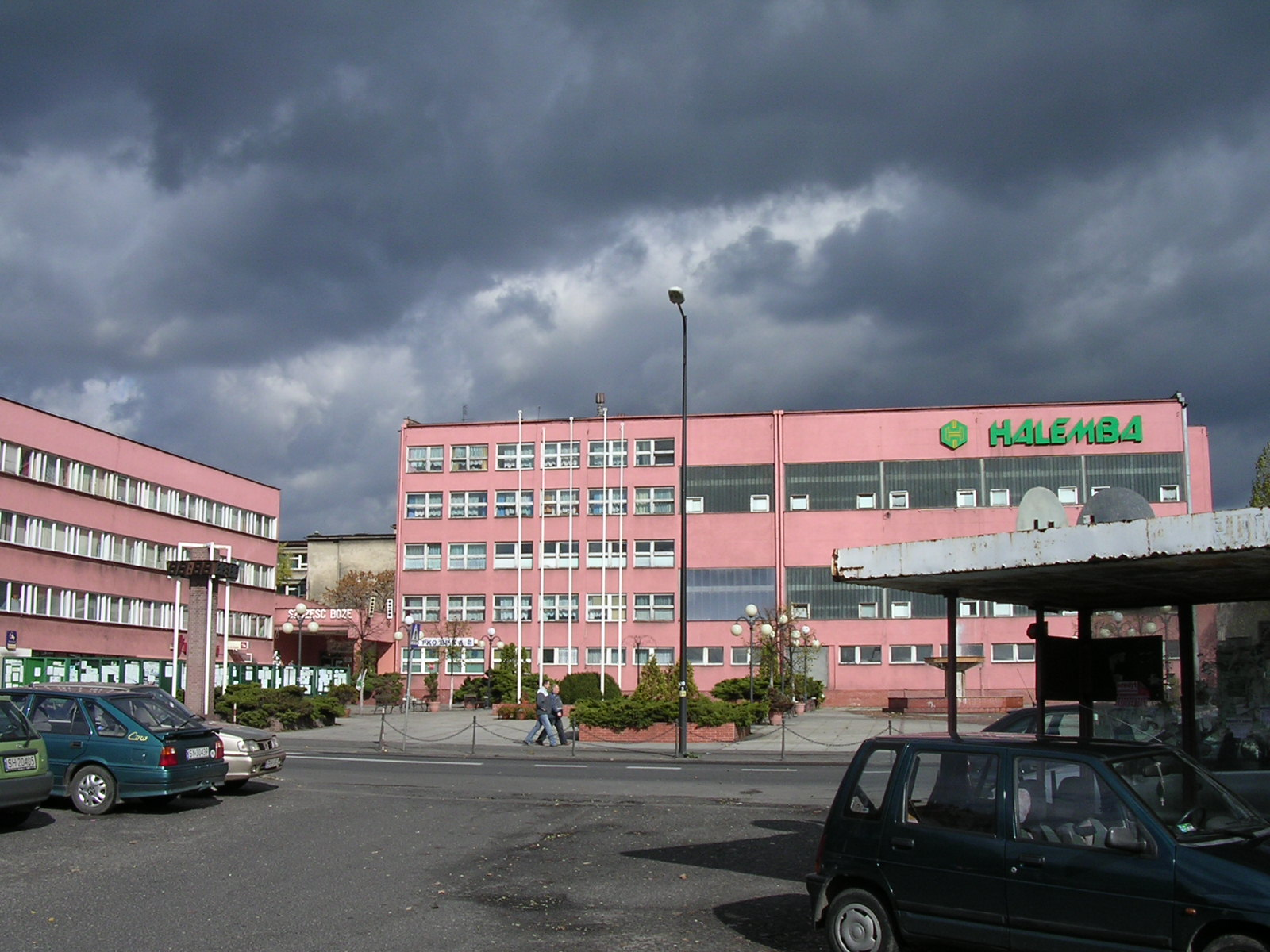
KWK Halemba – budynki biurowe

Kopalnia Węgla Kamiennego Halemba – kopalnia węgla kamiennego, działająca od 1 lipca 1957 roku. Kopalnia znajduje się w Halembie, dzielnicy Rudy Śląskiej.
KWK Halemba należała do spółki Polska Grupa Górnicza sp. z o.o. Była to pierwsza kopalnia w Polsce utworzona po II wojnie światowej. Jej budowę rozpoczęły w 1943 niemieckie zakłady Schaffgotsch, które zgłębiły szyb do poziomu 90 metrów. Po II wojnie światowej wznowiono prace budowy kopalni, które trwały od 1950 roku, a uroczyste oddanie nowej kopalni do eksploatacji odbyło 1 lipca 1957 roku. Zakład należał do Bytomskiego Zjednoczenia Przemysłu Węglowego.
- Obszar górniczy: 24,12 km²
- Poziomy: 380 m, 525 m, 830 m, 1030 m
- Wydobycie: 3,36 mln ton (2002)
- Koncesja na eksploatację węgla do 2021
- Zatrudnienie: 4800 osób (stan na 20 marca 2003)
- Kopalina główna złoża: węgiel kamienny
  - sortymenty węgla: miał, orzech, węgiel koksujący
- Kopalina współwystępująca: metan z pokładów węgla
- Sposób eksploatacji: podziemny, pokładowy
- System eksploatacji: ścianowy z zawałem, podsadzką hydrauliczną
- Zagrożenia eksploatacji: wodne, metanowe, pożarowe, pyłowe; tąpnięcia
- Stratygrafia stropu złoża: karbon górny, westfal
- Stratygrafia spągu złoża: karbon górny, namur
- Stratygrafia lokalna: warstwy orzeskie, warstwy rudzkie, warstwy siodłowe
- Forma złoża: pokładowa, 29 pokładów o miąższości od 0,6 do 10 metrów.
- Metoda przeróbki kopaliny: przeróbka mechaniczna
- Zastosowanie kopaliny: węgiel energetyczny

Kopalnia Halemba posiada ponadto duże zasoby energii geotermalnej, oceniane przez PGA na 6 260 000 GJ/km².
Imię kopalni nosi uniwersalny masowiec zbudowany w Stoczni Szczecińskiej dla Polskiej Żeglugi Morskiej – MS Kopalnia Halemba.
Kopalnia w I. półroczu 2014 r. zatrudniała 3302 pracowników i przynosiła straty w wysokości -46,77 zł na tonie wydobytego węgla.
26 lipca 2007 decyzją zarządu Kompanii Węglowej połączono KWK Polska-Wirek i KWK Halemba w dwuruchową kopalnię pod nazwą Oddział KWK Halemba-Wirek. 1 lipca 2016 roku Oddział KWK Halemba-Wirek razem z KWK Bielszowice oraz KWK Pokój utworzył Kopalnię Węgla Kamiennego Ruda, należącą do Polskiej Grupy Górniczej, w skład której wchodzi ruch Halemba.

## Katastrofy
W 1990 roku w wyniku wybuchu metanu zginęło 19 górników, a 20 zostało rannych. Do kolejnego wybuchu metanu doszło w roku 2006, w wyniku czego zginęło 23 górników.